# Cataclysme sternecki
Cataclysme sternecki là một loài bướm đêm trong họ Geometridae.